# Xã Steiner, Quận Hettinger, Bắc Dakota
Xã Steiner (tiếng Anh: Steiner Township) là một xã thuộc quận Hettinger, tiểu bang Bắc Dakota, Hoa Kỳ. Năm 2010, dân số của xã này là 25 người.